# Crocodilosa maindroni
Crocodilosa maindroni är en spindelart som först beskrevs av Simon 1897.  Crocodilosa maindroni ingår i släktet Crocodilosa och familjen vargspindlar. Inga underarter finns listade i Catalogue of Life.